# Regine Lutz
Regine Lutz (* 22. Dezember 1928 in Basel; † 17. Dezember 2023 in Neuss, Deutschland) war eine Schweizer Schauspielerin.

## Leben
Die Tochter eines Professors besuchte bereits als Gymnasiastin das Konservatorium Basel. Nach einem Vorsprechtermin erhielt sie 1947 ein Engagement am Schauspielhaus Zürich, wo sie als Arabella in Miss Sara Sampson von Lessing debütierte. Bei der Uraufführung von Herr Puntila und sein Knecht Matti in der Rolle des Kuhmädchen Lisu machte sie 1948 Bekanntschaft mit Bertolt Brecht, der sie ein Jahr später an sein Berliner Ensemble holte, wo sie bis 1960 blieb. Dort war sie unter anderem 1952 die Yvette in Mutter Courage und ihre Kinder, 1956 die Virginia in Leben des Galilei, 1959 Betty Dullfeet in Der aufhaltsame Aufstieg des Arturo Ui und 1960 die Polly in der Dreigroschenoper. 
1960 spielte sie als Lydia in Carl Sternheims Komödie Die Kassette erstmals in West-Berlin. Danach führten sie Gastspiele immer häufiger an Theater in der Bundesrepublik: 1968/69 nach Basel (Schweiz), 1978 an das Residenztheater in München und 1979 an das Thalia-Theater in Hamburg. Von 1980 bis 1985 gehörte sie dem Ensemble der Staatlichen Schauspielbühnen Berlin an. In diese Zeit fiel der Tod ihres Ehemanns, mit dem sie ab 1970 verheiratet gewesen war.
Seither wirkte Lutz als freischaffende Schauspielerin und nahm zunehmend auch Aufgaben im Fernsehen und im Film wahr. Besondere Bedeutung erlangte sie außerdem als Schauspiellehrerin. 1993 erschien ihr Buch Schauspieler, der schönste Beruf – ein Lehrbuch für Schauspieler. Ab 1994 war sie Dozentin für Rollenfach an der Bayerischen Theaterakademie München. Gastvorlesungen führten sie nach Salzburg, Berlin, Rostock und in andere Städte. Im Juni 2005 übernahm sie an der Hochschule für Musik und Theater München eine Honorarprofessur.
An der Akademie der Künste Berlin wurde ein Regine-Lutz-Archiv als Ergänzung des Brecht-Archivs eingerichtet.
Sie starb am 17. Dezember 2023 im Alter von 94 Jahren in Neuss.

## Filmografie
- 1953: Jacke wie Hose (Kino)
- 1953: Die Gewehre der Frau Carrar
- 1957: Katzgraben (Theateraufzeichnung)
- 1957: Herr Puntila und sein Knecht Matti (Studioaufzeichnung)
- 1957: Mutter Courage und ihre Kinder (Theateraufzeichnung)
- 1958: Die Mutter (Theateraufzeichnung)
- 1961: Schau heimwärts, Engel
- 1961: Mutter Courage und ihre Kinder (Theateraufzeichnung)
- 1961: Die Kassette
- 1962: Affäre Blum
- 1964: Der gelbe Pullover
- 1964: Der Fall Jakubowski – Rekonstruktion eines Justizirrtums (Fernsehzweiteiler)
- 1966: An einem ganz gewöhnlichen Tag
- 1967: Die Wupper
- 1967: Palme im Rosengarten
- 1968: Vier Stunden von Elbe 1
- 1971: Chopin-Express
- 1972: Kinderheim Sasener Chaussee (Fernsehserie, 6 Folgen)
- 1974: Eiger
- 1974: Sechs Wochen im Leben der Brüder G.
- 1975: Die verlorene Ehre der Katharina Blum (Kino)
- 1976: Inspektion Lauenstadt – Die Frau des Briefträgers (Fernsehserie)
- 1977: Travesties
- 1978: Diener und andere Herren
- 1979: Der Handkuß – Ein Märchen aus der Schweiz
- 1979: Die Buddenbrooks (Fernsehserie, 11 Folgen)
- 1980: Faulheit oder Der hinkende Alois
- 1981: François Villon
- 1983: Mascha
- 1984: Blaubart
- 1986: Du mich auch (Kino)
- 1986: Ein Fall für zwei (Fernsehserie, Folge Todestag)
- 1986: Die Wilsheimer (Fernsehserie, Folge Wer bohrt, gewinnt!)
- 1988: Die Schwarzwaldklinik (Fernsehserie, Folge Familienleben)
- 1988: Tatort – Ausgeklinkt (Fernsehreihe)
- 1990: Hotel Paradies (Fernsehserie, Folge Neuer Lebensmut)
- 1991: Mrs. Harris und der Heiratsschwindler
- 1993: Ein Fall für zwei (Fernsehserie)
- 1995: Es war doch Liebe? (Kino)
- 1996: Stadtklinik (Fernsehserie, Folge Klaras Opfer)
- 1998: Fool Moon … zurück nach Kleindingharting (Kurzfilm)
- 2000, 2004: Alarm für Cobra 11 – Die Autobahnpolizei (Fernsehserie, Folgen Tulpen aus Amsterdam, Muttertag)
- 2000: Das Herz des Priesters
- 2000: Balko (Fernsehserie, Folge Geliebte Mumie)
- 2002: Rosamunde Pilcher – Morgen träumen wir gemeinsam (Fernsehreihe)
- 2003: Ritas Welt (Fernsehserie, Folge Karneval im Supermarkt)
- 2003: In der Mitte eines Lebens
- 2005: Bei hübschen Frauen sind alle Tricks erlaubt
- 2005: Der Mann von nebenan lebt!
- 2005: Maries Lächeln (Kurzfilm)
- 2005–2006: Brecht – Die Kunst zu leben
- 2005–2009: SOKO Leipzig (Fernsehserie, 3 Folgen)
- 2006: Der Elefant – Mord verjährt nie (Fernsehserie, Folge Der lange Weg zurück)
- 2006: Und ich lieb dich doch!
- 2006: Tatort – Außer Gefecht
- 2006: Vassko – Irgendwo im Nirgendwo (Kurzfilm)
- 2007: In aller Freundschaft (Fernsehserie, Folge Verlockungen)
- 2011: Tatort – Gestern war kein Tag
- 2011: SOKO Stuttgart (Fernsehserie, Folge Arme Schlucker)

## Theater
- 1950: Jakob Michael Reinhold Lenz: Der Hofmeister (Gustchen) – Regie: Bertolt Brecht (Berliner Ensemble im Deutschen Theater Berlin)
- 1951: Bertolt Brecht: Mutter Courage und ihre Kinder (Yvette) – Regie: Erich Engel (Berliner Ensemble im Deutschen Theater Berlin)
- 1952: Heinrich von Kleist: Der zerbrochne Krug (Eve Rull) – Regie: Therese Giehse (Berliner Ensemble im Deutschen Theater Berlin)
- 1953: Erwin Strittmatter: Katzgraben (Elli) – Regie: Bertolt Brecht (Berliner Ensemble)
- 1957: Bertolt Brecht: Leben des Galilei (Virginia) – Regie: Erich Engel (Berliner Ensemble)
- 1960: Bertolt Brecht: Die Dreigroschenoper (Polly) – Regie: Erich Engel (Berliner Ensemble)

## Hörspiele
- 1953: Bertolt Brecht Die Gewehre der Frau Carrar (Manuela) – Regie: Egon Monk (Berliner Rundfunk)

## Schriften
- Schauspieler, der schönste Beruf. Einblicke in die Theaterarbeit. Langen/Müller, München 1993, ISBN 3-7844-2439-2